# Don Fulgencio (El hombre que no tuvo infancia)
 Don Fulgencio (El hombre que no tuvo infancia) es una película en blanco y negro de comedia Argentina dirigida por Enrique Cahen Salaberry sobre el guion de Ariel Cortazzo, Emilio Villalba Welsh y Alejandro Verbitsky inspirado en los personajes de Lino Palacio que se estrenó el 14 de septiembre de 1950 y que tuvo como protagonistas a Enrique Serrano, Carlos Enríquez, Héctor Quintanilla y Oscar Villa. Don Fulgencio es el personaje principal de la historieta que durante muchos años apareció en publicaciones de Argentina.

## Sinopsis
Don Fulguencio es un hombre mayor, trabajador y experto en negocios. Sin embargo, se dedica constantemente a hacer bromas a quienes lo rodean.

## Reparto
Participaron en el filme los siguientes intérpretes:
- Enrique Serrano	... 	Don Fulgencio
- Carlos Enríquez	... Fernéndez
- Héctor Quintanilla... Pitín
- Oscar Villa ... Radragaz
- Jorge Pittaluga	... Tripudio
- Malvina Pastorino ... Mercedes Arévalo "Merceditas"
- Tono Andreu ... Panchito Rosales
- Analía Gadé ... Trinidad
- Warly Ceriani ... Director de la compañía
- Domingo Sapelli ... Gustavo Marín
- José De Ángelis
- Gloria Ramírez
- José Comellas ... Gozález
- Iris Portillo ... Celeste
- Morena Chiolo ... Madre de Fulgencio
- Mecha López ... Manuela
- Betty Norton
- Jorge Villoldo ... Francisco Rosales
- Diana Belmont
- Mónica Linares
- Alberto Quiles
- Marisa Núñez
- Francisco Audenino
- Nicolás Taricano
- Rafael Salvatore
- Amalia Britos
- Alberto Soler
- Diana Moabro
- Rosa Olmos
- Pura Díaz ... Directora de la escuela
- Hebe Montana La modista que aparece casi al final

## Comentarios
La revista Set opinó:

”No ha resultado feliz el traslado a la pantalla de un personaje tan difundido… por las tiras cómicas de los diarios. El público… sólo se encuentra con dos o tres ocurrencias puestas en la trama como al descuido.”

En tanto la crónica de La Razón

”Sin otras pretensiones que las expuestas, esto es dar vida a la cómica historieta del hombre que no tuvo infancia, el film cumple bien su cometido, encuadrado en un marco de buen humor y en escenas de gracia espontánea y audaz.”

Por su parte Manrupe y Portela escriben:

”Buena adaptación del personaje más conocido de Lino Palacio y su fauna, con un guion que los respeta en su esencia. Aún hoy Serrano hace reír en una actuación deliciosa.”